# Bent Viscaal
Bent Viscaal (Albergen, 18 de setembro de 1999) é um automobilista neerlandês.

## Carreira

### Campeonato de Fórmula 3 da FIA
Em 2019, Viscaal foi contratado pela equipe HWA Racelab para a disputa da temporada inaugural do Campeonato de Fórmula 3 da FIA. Para a disputa da temporada de 2020, o piloto se transferiu para a MP Motorsport.

### Fórmula 2
Em 1 de março de 2021, foi anunciado que Viscaal havia sido contratado pela equipe Trident para a disputar da temporada de 2021.